# Saint-Arnac
Saint-Arnac (em catalão:  Centernac) é uma comuna francesa na região administrativa da Occitânia, no departamento dos Pirenéus Orientais. Estende-se por uma área de 6.60 km², e possui 112 habitantes, segundo o censo de 2018, com uma densidade de 17 hab/km².